# Michèle Le Dœuff
Michèle La Dœuff (1948), es una filósofa y feminista francesa.

## Biografía
Nacida en 1948, efectuó estudios secundarios en Quimper, después cursó estudios en la Escuela normal superior de Fontenay-a las-Rosas.
Estudió filosofía en 1971, y se doctoró en 1980, en la Sorbona. En 1993, fue titular de una habilitación para dirigir investigaciones, en la Universidad de Nanterre y directora de investigación en CNRS.
Además fue conferenciante en la Escuela normal superior de Fontenay-Saint-Cloud, más tarde profesora ordinaria de estudios femeninos en la Universidad de Ginebra y profesora visitante Weidenfeld en la Universidad de Oxford en 2005-2006.

## Aportaciones
Le Dœuff analizó los vínculos entre la tradición filosófica y la concepción del lugar de la mujer en la sociedad, filtrando la representación de la mujer en textos filosóficos. Destacó la contradicción entre los objetivos de la filosofía y el hecho de que los textos filosóficos hayan sido durante mucho tiempo el lugar de un prejuicio patriarcal profundamente arraigado. Según este ángulo de análisis desarrolla una lectura política de las obras filosóficas.

## Publicaciones

### Obras
- Le Sexe du savoir, Paris, Aubier, 1998 (reed. en marzo de 2000 chez Champs Flammarion).[6]
- L'Étude et le Rouet. Des femmes, de la philosophie, etc., Paris, du Seuil, 1989.
- L'Imaginaire philosophique, Payot, 1980.

### Traducciones
- Du progrès et de la promotion des savoirs, Bacon, Tel Gallimard, 1991
- Vénus et Adonis, Shakespeare, suivi de Genèse d'une catastrophe, éditions Alidades, 1986
- La Nouvelle Atlantide Bacon, suivi de Voyage dans la pensée baroque, en colaboración con Margaret Llasera, Payot 1983

### Artículos
- « Irons-nous jouer dans l'île? », en Écrit pour Vl. Jankélévitch, Paris, Flammarion, 1978.
- « En torno en a la moral de Descartes », en Conocer Descartes y su obra, bajo la dir. de Victor Gomez-Pin, Barcelona 1979.
- « Simone de Beauvoir et l'existentialisme », en Le Magazine littéraire, 1979.
- « La philosophie renseignée », en Philosopher, Paris, Fayard, 1980, (reed. Press-Pocket 1991, y reed. Fayard, 2000).
- « Jankélévitch: sous le souffle du signe », en Critique, mayo1980.
- « Utopias: scholarly », en Social Research, special issue "Current French Philosophy", New-York 1982.
- « Texte français, "Utopies: scolaires" »,en La Revue de Métaphysique et de Morale, 1983, n.º 2.
- « Quelle modernité philosophique? », en La Revue d'en-face, n.º 12, 1982.
- « Bacon et les sciences humaines », en  Le Magazine Littéraire, 1983, n.º 200.
- « L'idée d'un 'somnium doctrinae' chez Bacon et Kepler », en Revue des Sciences philosophiques et théologiques, 1983.
- « Degérando lecteur de Spinoza », en Les Cahiers de Fontenay, 1984.
- « Anche tu », catalogue de l'exposition Bernard Lajot, Athènes 1984 (bilingue).
- « L'Espérance dans la science », en Bacon, Science et Méthode, Paris, Vrin 1985.
- « Bacon chez les Grands au siècle de Louis XIII », en Francis Bacon, lessico e fortuna, Rome, Ateneo, 1985.
- « Un monde ou deux: convivance ou séparation », en Présences, Lausanne 1991.
- « Interpellation des politiques », Actes du colloque l'Europe&Elles, Paris 1991.
- « Gens de sciences: essai sur le déni de mixité », en Nouvelles Questions Féministes, 1992, vol. 13, n.º 1.
- « L'intégration dans les cursus universitaires des études sur les rapports entre femmes et hommes », en Études-Femmes, editado por Martine Chaponnière, Université de Genève, enero de 1993.
- « Chapitre "Bacon" », en Gradus Philosophique, bajo la dir. de Monique Labrune et Laurent Jaffro, Flammarion, enero de 1994. Trad. brasileña en A Construçào da filosofia ocidental Gradus Philosophicus, Sao Paulo, ed. Mandarim, 1996.
- « Les Ambigüités d'un ralliement », en Le Magazine Littéraire, 1994, trad. inglés en el vol. coll. dirigido por Margaret Simons, PennState University Press.
- « Douce France: réponse à Nicole Savy », Nouvelles Questions Féministes, 1994.